# Gai Claudi Pulcre (cònsol 177 aC)
Gai Claudi Pulcre (en llatí Caius Claudius APP. F. P. N. Pulcher) va ser un magistrat romà. Era fill d'Appius Claudius P. F. APP. N. Pulcher, cònsol l'any 212 aC. Formava part de la gens Clàudia.
Va ser àugur l'any 195 aC, pretor el 180 aC i cònsol el 177 aC. Va governar la província d'Ístria. Tement que l'èxit dels cònsols de l'any anterior fessin innecessària la seva presència, va partir ràpidament de Roma sense realitzar les cerimònies de presa de possessió establertes, però aviat es va veure obligat a tornar.
Després va partir cap a la seva província amb un nou exèrcit, davant la revolta dels istris, on va conquerir tres ciutats i va sotmetre als revoltats. Després va atacar els lígurs, als que també va derrotar. i va celebrar un doble triomf al tornar a Roma. Després dels comicis va tornar a Ligúria i va obtenir una victòria a Mutina, ciutat que va recuperar.
L'any 171 aC va ser tribú militar sota Publi Licini Cras, contra Perseu de Macedònia. El 169 aC va ser censor amb Tiberi Semproni Grac. La severitat dels dos censors va obligar els tribuns de la plebs a portar-los a judici, però degut a la popularitat de Grac van ser absolts. Grac no volia incloure als lliberts a les tribus i en proposava la seva expulsió, però Gai Claudi s'hi va oposar. Finalment els lliberts van ser inclosos tots en una única tribu, l'Esquilina (168 aC). L'any 167 aC va ser un dels deu membres de l'ambaixada enviada a Macedònia i va morir el mateix any.